# Jouets rationnels
Les Jouets Rationnels est une entreprise française d'importation et de commercialisation de jouets créée en 1953 par Philippe Mayer. En misant sur les jouets en bois de la société suédoise Brio, les figurines de la société britannique Britains (en), les voitures des sociétés Polistil (en) et Carrera (en) ou les poupées Barbie, les Jouets Rationnels remportent un grand succès commercial. La société est également à l'origine du lancement du Télécran dont elle détiendra l'exclusivité pour l'Europe pendant plusieurs années. Suite à  la fusion effectuée en 1969 avec la société de jouets mécaniques et électriques Joustra pour former la Compagnie Générale du Jouet, la marque des Jouets Rationnels laisse la place à CEJI en 1973. Des difficultés financières récurrentes poussent CEJI à déposer le bilan en 1985.

## Histoire

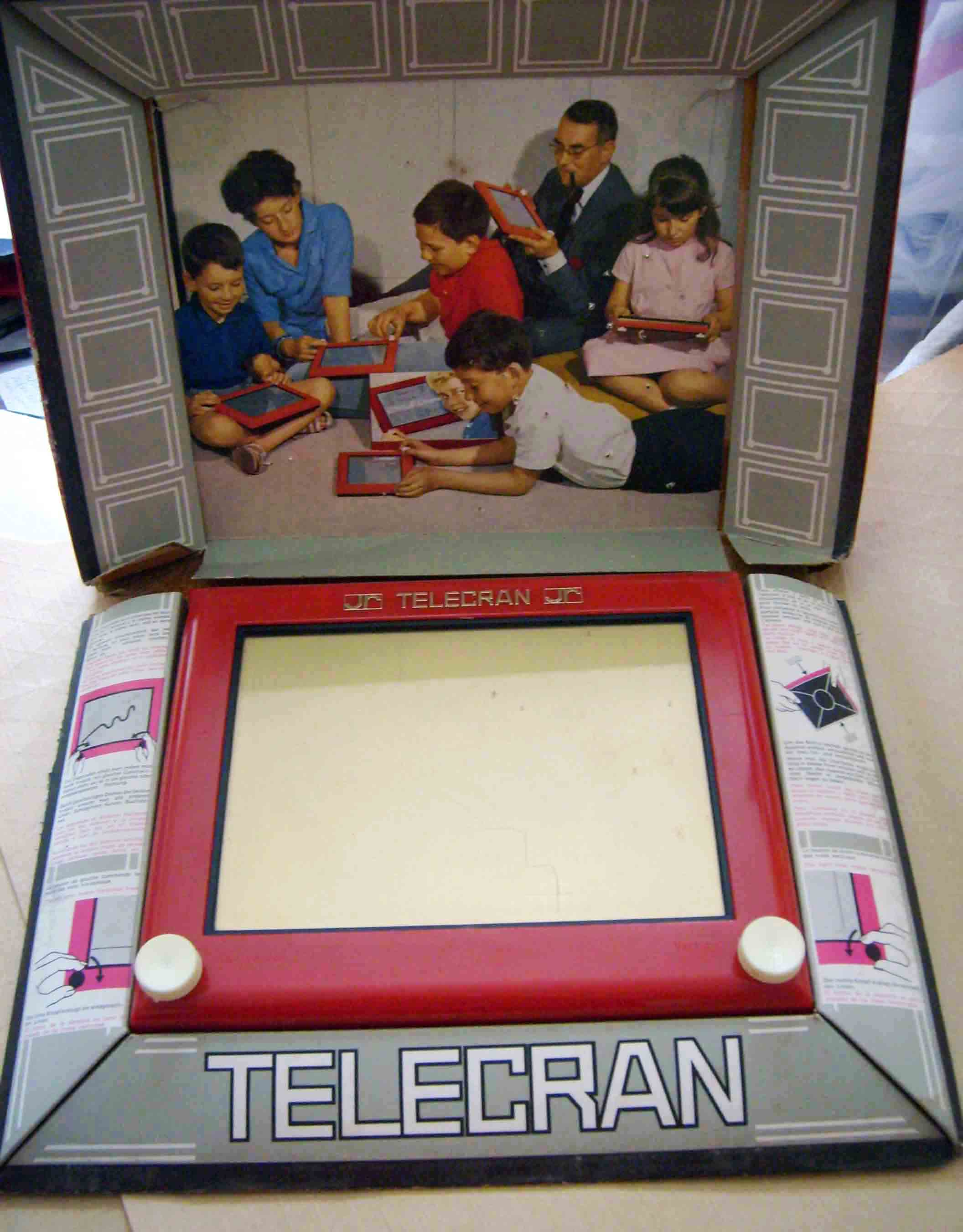
Télécran et photo intérieur de la boîte où apparaissent les enfants de Philippe Mayer, le dirigeant des Jouets Rationnels

### Débuts de l'entreprise
En 1953, le gérant de la filiale française de Kiddicraft (en), Philippe Mayer, fonde une nouvelle société d'importation de jouets, les Jouets Rationnels. Le nom de cette entreprise s'inspire de la mention « sensible toys » qu'utilise Kiddicraft pour l'ensemble de ses jouets. Celle-ci accepte d'en être l'un des actionnaires jusqu'à ce que Philippe Mayer rachète les parts en 1956.
Devenu le principal actionnaire de la société, Philippe Mayer débauche de Kiddicraft, Maurice Boverat le chargé de ventes et un commercial, Pierre Delaperrière. Puis il prend contact avec la société suédoise Brio, spécialisée dans la fabrication de jouets en bois, et lui propose par son intermédiaire de vendre ses jouets en France. Il fait de même avec les sociétés britanniques Britains (en), qui fabrique des petits soldats et des animaux, et Wendy Boston qui vend des peluches. Il propose également à la vente les maquettes Lindberg, fabriquées par son autre entreprise, Cosmos.

### Expansion
Trois ans plus tard, les Jouets Rationnels concluent un contrat d'exclusivité pour l'Europe avec Paul Chaze pour la commercialisation du Télécran, un nouveau jouet révolutionnaire créé par son associé, l'inventeur français André Cassagnes. Pour le reste du monde, Paul Chaze signe un accord avec la société américaine Ohio Art Company (en) qui commercialise l'écran magique sous le nom de « Etch-a-sketch ». De 1960 à 1964, les Télécran sont fabriqués au Kremlin-Bicêtre (94), dans la petite usine de Paul Chaze, M.A.I., pour une production mensuelle de 1000 à 3000 exemplaires. Devant l'ampleur du succès remporté par le jouet, la fabrication est transférée dans un site beaucoup plus vaste à Montreuil (93), dans les locaux de la société Parme. Le rythme de production s'accroît jusqu'à 25 000 unités par mois. Les enfants et la nièce de Philippe Mayer ainsi qu'un salarié de l'agence publicitaire des Jouets rationnels acceptent de poser pour la photo intérieure de la boîte du Télécran. Celle-ci sera utilisée pendant de nombreuses années. En France, durant les années 1960, il se vend en moyenne 33000 Télécran par an.
En 1960, les Jouets Rationnels s'associent avec la société Procter & Gamble pour distribuer des maquettes Lindberg miniatures dans les boîtes de lessive Bonux. Grâce à ce succès commercial, la société réussit à obtenir la commercialisation française des circuits de voitures électriques Carrera (en) ainsi que des voitures de la société italienne Polistil (en).

### Les années Barbie
Pour aider Elliot et Ruth Handler, les dirigeants de la société Mattel, qui fondent beaucoup d'espoirs sur leur nouveau jouet et souhaitent le commercialiser en France, Robert Meythaler, le président directeur général de Playskool écrit à Philippe Mayer en 1962 pour lui demander de prendre contact avec les grands magasins et fabricants de poupées français. Peu de temps après, des représentants de Mattel rencontrent leurs homologues des sociétés Bella, Gégé ou Clodrey ainsi que les acheteurs de grands magasins tels Printemps ou les Galeries Lafayette. Ces entretiens s'étant tous soldés par des échecs, ils font part de leur déception à Philippe Mayer à l'automne 1962. Si certains des spécialistes français rencontrés sont séduits par le concept d'une poupée aux formes de femme, ils ne souhaitent pas pour autant importer un jouet étranger qui concurrencerait leurs propres produits et dont les marges ne seraient pas financièrement intéressantes. Par ailleurs, la grande majorité rejette le concept et ne perçoit aucun avenir durable dans la fabrication d'une poupée mannequin.
Bien que les Jouets Rationnels soient plutôt spécialisés dans les jouets pour garçons, Philippe Mayer est intrigué par la poupée décrite par les représentants de Mattel. Ceux-ci lui présentent alors plusieurs modèles de poupées Barbie ainsi que toute la collection de vêtements (jour et soirée) de l'année 1962. Séduit par cette nouvelle poupée, Philippe Mayer propose à Mattel un contrat de licence d'importation exclusive à l'essai. Lors de la semaine du 17 au 23 février 1963, les Jouets Rationnels présentent les poupées Barbie au salon international du jouet à Lyon (Rhône). Dans un premier temps, l'accueil est glacial. Les rares commandes sont essentiellement masculines, car les acheteuses des détaillants sont rebutées par le côté trop sexué et américain de la poupée. Selon Pierre Delaperrière, les concurrents des Jouets Rationnels viennent régulièrement au stand pour critiquer la poupée Barbie et prédire son échec commercial.
Malgré tout, la poupée parvient à attirer l'attention des journalistes présents au salon. Ainsi, le 21 février 1963, paraît dans le journal Paris-Presse-L'Intransigeant le premier article consacré à Barbie en France : « La poupée qui est une vraie femme ». Celui-ci a un effet immédiat sur le public qui se presse dans les magasins de jouets pour commander cette nouvelle poupée. Le revirement des détaillants est radical au salon international du jouet et les Jouets Rationnels voient les commandes de poupées Barbie affluer. Dès la première année, 35 000 poupées Barbie et 80 000 boîtes de vêtements sont vendues, devenant ainsi le plus gros succès des Jouets Rationnels,. À la fin de l'année 1963, la licence d'importation exclusive en France est renouvelée pour un contrat de trois ans et concerne non seulement la poupée Barbie, mais l'ensemble des jouets de Mattel hormis certains produits mécaniques. Grâce à cela, les Jouets Rationnels proposent dans leur catalogue plusieurs peluches (Bugs Bunny), des poupées parlantes (Nathalie et Sylvain), des petites voitures (Hot Wheels) ou le Major Matt Mason, une figurine articulée. La même année, Mattel entre dans le capital des Jouets Rationnels.
En 1966, sensible aux réserves émises par le public français sur le style trop américain des vêtements de la poupée Barbie, la société des Jouets Rationnels réussit à persuader Mattel de commercialiser en Europe trois tenues créées par une modiste française, Anne-Marie Crivelli. Cependant, quatre ans plus tard, Mattel souhaitant développer sa propre filiale en France, ne renouvelle pas la licence d'importation exclusive aux Jouets Rationnels et met un terme à leur collaboration en cédant son pourcentage dans le capital de la société.

### La Compagnie Générale du Jouet
À l'été 1969, Philippe Mayer apprend la mise en vente de la société Joustra par son dirigeant Guillaume Marx. Peu après, il est approché par la Compagnie Financière Européenne du baron Edmond de Rothschild pour analyser la production et les ventes des jeux et jouets en France. Il en conclut que ce secteur n'est pas concentré sur quelques grands groupes, mais est au contraire constitué d'une multitude de petites entreprises. La Compagnie Financière Européenne lui propose alors de fusionner avec la société Joustra, avec l’objectif d'attirer d'autres entreprises, pour constituer une compagnie de jeux et jouets capable de rivaliser avec ses homologues américaines.
Dès septembre 1969, la création de la Compagnie Générale du Jouet est annoncée dans la revue du jouet. Philippe Mayer prend le poste de directeur général. Rapidement, d'autres entreprises du secteur entrent dans le groupe, dont Clodrey et Arbois en 1970. La même année, les Jouets Rationnels lancent sur le marché un jouet très sophistiqué : l'ordinateur JR01. Inventé par le professeur S. Chamecki, docteur ès-sciences et professeur à l'Université de Parana au Brésil, et mis au point grâce à la participation des ingénieurs d'Honeywell Bull, il remporte l'oscar du jouet. Malheureusement, il n'obtient pas le succès escompté,.
Jusqu'en 1973, les entreprises de la Compagnie Générale du Jouet conservent leurs propres marques. Mais en janvier de cette année, une annonce paraît dans la presse spécialisée : « À partir de 1973, les productions Clodrey, J.E.U., Jouet Rationnels, Idé-France, Joustra, Lang-Fadap, seront signées : CEJI. ».
Malgré cette réussite, Philippe Mayer ne partage pas la même stratégie que celle de Jean-Pierre Halbron, le président directeur général, et préfère démissionner en 1975. Au début des années 1980, la CEJI connaît de graves difficultés financières comme toutes les entreprises françaises de jouets. Ses pertes se montent à 50 millions de F en 1982 et 1983. Malgré un léger sursaut l'année suivante, grâce notamment aux exportations, le groupe est contraint de déposer le bilan en 1985.